# Andreea Munteanu (Turnerin, 1998)

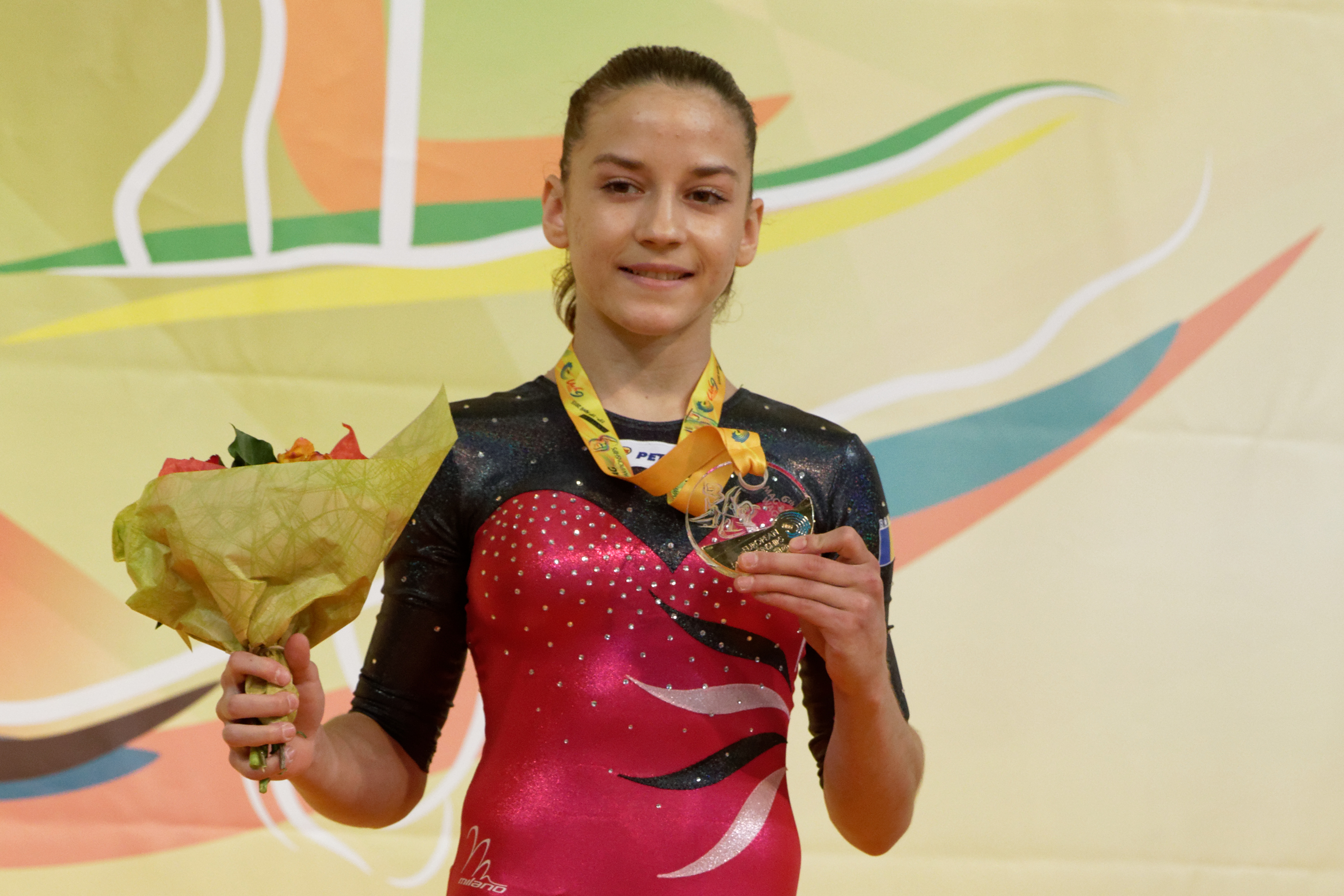
Andreea Munteanu bei den Europameisterschaften 2015

Andreea Munteanu (* 29. Mai 1998 in Târgu Jiu) ist eine rumänische Kunstturnerin.
Sie wuchs in Bustuchin auf und begann im Alter von sechs Jahren mit dem Turnen. Bei den Junioren-Europameisterschaften 2012 in Brüssel gewann Munteanu vier Medaillen. Sie wurde Vize-Europameisterin am Schwebebalken und war Dritte im Mehrkampf, am Boden und mit der Mannschaft.
Bei den Turn-Europameisterschaften 2014 gewann Munteanu mit der rumänischen Turnriege mit Diana Bulimar, Larisa Iordache, Ștefania Stănilă und Silvia Zarzu vor Großbritannien und Russland den Titel. Bei den Weltmeisterschaften im selben Jahr wurden die Rumäninnen Vierte.
2015 gewann Munteanu bei den Europameisterschaften in Montpellier Gold am Schwebebalken. Außerdem wurde sie Achte im Bodenturnen. Munteanu gehörte zum Kader für die Olympischen Spiele 2016, wurde aber für das Qualifikationsturnier nicht nominiert.
Munteanu wurde 2014 Ehrenbürgerin von Bustuchin und 2015 von Târgu Jiu.